# Sothuvad glasögonfågel
Sothuvad glasögonfågel (Zosterops fuscicapilla) är en fågel i familjen glasögonfåglar inom ordningen tättingar.

## Utbredning och systematik
Sothuvad glasögonfågel delas in i två underarter med följande utbredning:
- Zosterops fuscicapilla fuscicapilla – förekommer i bergstrakter utmed Nya Guineas norra kust
- Zosterops fuscicapilla crookshanki – bergstrakter på ön Goodenough i D'Entrecasteaux-arkipelagen utanför sydöstra Nya Guinea

Underarten crookshanki har av vissa urskilts som egen art, baserat på skillnader i fjäderdräkt, ögonfärg och läten. I AviList kategoriseras den fortsatt som underart till fuscicapillus i väntan på bättre studier.

## Status
IUCN bedömer hotstatus för underarterna var för sig, båda som livskraftiga.